# Rudolf Kargus
Rudolf „Rudi” Kargus (ur. 15 sierpnia 1952 w Wormacji) – niemiecki piłkarz grający na pozycji bramkarza.

## Kariera klubowa
Kargus urodził się w mieście Wormacja, a karierę piłkarską rozpoczął w tamtejszym klubie Wormatia Worms. Po grze w Regionallidze odszedł do Hamburger SV w 1971 roku i 11 września zadebiutował w pierwszej lidze RFN w zremisowanym 1:1 wyjazdowym meczu z Eintrachtem Brunszwik. Przez pierwsze dwa sezony bronił na przemian z Turkiem Arkocem Özcanem, ale już od 1973 roku był pierwszym bramkarzem HSV. Swój pierwszy sukces osiągnął w 1976 roku, gdy z HSV zdobył Puchar Niemiec. Z kolei w 1977 roku wystąpił w wygranym 2:0 finale Pucharu Zdobywców Pucharów z Anderlechtem. W 1979 roku po raz pierwszy w karierze został mistrzem kraju, a w 1980 roku wywalczył z HSV wicemistrzostwo kraju. Wystąpił także w finale Pucharze Mistrzów, przegranym przez Hamburger SV z Nottingham Forest 0:1. Sezon 1979/1980 był ostatnim dla Rudolfa w barwach HSV. Rozegrał dla tego klubu 254 ligowe spotkania.
Następnie Kargus odszedł do 1. FC Nürnberg, a 15 października rozegrał dla klubu z Norymbergi swoje pierwsze spotkanie, przegrane 1:4 z Eintrachtem Frankfurt. W 1982 roku wystąpił z Nürnberg w finale Pucharu Niemiec, a w 1984 roku spadł z tym klubem do drugiej ligi.
W Nürnberg Rudi grał przez pół roku, a następnie odszedł do innego drugoligowca, Karlsruher SC. W 1986 roku awansował z KSC do pierwszej ligi, jednak pełnił w tym klubie rolę rezerwowego. Po roku przeszedł do Fortuny Düsseldorf, a w 1987 roku został bramkarzem 1. FC Köln. Był tam jednak rezerwowym dla Bodo Illgnera i przez 3 lata nie wystąpił w żadnym ligowym spotkaniu. W 1990 roku zakończył piłkarską karierę.
| Sezon   | Klub               | Kraj | Rozgrywki     | Mecze | Bramki |
| ------- | ------------------ | ---- | ------------- | ----- | ------ |
| 1971/72 | Hamburger SV       | RFN  | Bundesliga    | 29    | 0      |
| 1972/73 | Hamburger SV       | RFN  | Bundesliga    | 10    | 0      |
| 1973/74 | Hamburger SV       | RFN  | Bundesliga    | 33    | 0      |
| 1974/75 | Hamburger SV       | RFN  | Bundesliga    | 33    | 0      |
| 1975/76 | Hamburger SV       | RFN  | Bundesliga    | 34    | 0      |
| 1976/77 | Hamburger SV       | RFN  | Bundesliga    | 29    | 0      |
| 1977/78 | Hamburger SV       | RFN  | Bundesliga    | 34    | 0      |
| 1978/79 | Hamburger SV       | RFN  | Bundesliga    | 34    | 0      |
| 1979/80 | Hamburger SV       | RFN  | Bundesliga    | 33    | 0      |
| 1980/81 | 1. FC Nürnberg     | RFN  | Bundesliga    | 22    | 0      |
| 1981/82 | 1. FC Nürnberg     | RFN  | Bundesliga    | 30    | 0      |
| 1982/83 | 1. FC Nürnberg     | RFN  | Bundesliga    | 34    | 0      |
| 1983/84 | 1. FC Nürnberg     | RFN  | Bundesliga    | 33    | 0      |
| 1984/85 | 1. FC Nürnberg     | RFN  | 2. Bundesliga | 12    | 0      |
| 1984/85 | Karlsruher SC      | RFN  | 2. Bundesliga | 15    | 0      |
| 1985/86 | Karlsruher SC      | RFN  | Bundesliga    | 7     | 0      |
| 1986/87 | Fortuna Düsseldorf | RFN  | Bundesliga    | 20    | 0      |
| 1987/88 | 1. FC Köln         | RFN  | Bundesliga    | 0     | 0      |
| 1988/89 | 1. FC Köln         | RFN  | Bundesliga    | 0     | 0      |
| 1989/90 | 1. FC Köln         | RFN  | Bundesliga    | 0     | 0      |

## Kariera reprezentacyjna
W reprezentacji RFN Kargus zadebiutował 20 grudnia 1975 roku w wygranym 5:0 w towarzyskim meczu z Turcją. W 1976 roku został powołany przez selekcjonera Helmuta Schöna na Euro 76, jednak był tam rezerwowym dla Seppa Maiera. Podobnie było na Mistrzostwach Świata w Argentynie, gdzie także pełnił rolę dublera dla Maiera. Swoje ostatnie spotkanie w kadrze narodowej rozegrał 30 kwietnia 1977 roku z Jugosławią (2:1). Łącznie zagrał w niej 3 razy.